# Sphaenognathus prionoides
Sphaenognathus prionoides is een keversoort uit de familie vliegende herten (Lucanidae). De wetenschappelijke naam van de soort is voor het eerst geldig gepubliceerd in 1838 door Buquet.